# Nie jestem aniołem
Nie jestem aniołem (I'm No Angel) – amerykańska komedia romantyczna z 1933 roku.

## O filmie
Był to trzeci film w dorobku Mae West, jednak dopiero drugi obraz, w którym zagrała główną rolę. Film wszedł na ekrany kilka miesięcy po jej poprzednim filmie, She Done Him Wrong, który cieszył się wielką popularnością. Nie jestem aniołem osiągnął jeszcze większy sukces, przynosząc dochody w wysokości 2,3 miliona dolarów.
Był to ostatni film z udziałem West, który nie ucierpiał przez cenzurę: kolejne produkcje aktorki zostały ocenzurowane po tym, jak w 1934 roku zaostrzono wymogi tzw. „kodeksu Haysa”. Większość dialogów została tu zachowana, dlatego Nie jestem aniołem uznaje się dziś za najlepszy film Mae West.
W tym filmie West wykonała kilka  swoich najpopularniejszych piosenek: „They Call Me Sister Honky-Tonk”, „That Dallas Man”, „I'm No Angel”.

## Obsada
- Mae West jako Tira
- Cary Grant jako Jack Clayton
- Kent Taylor jako Kirk Lawrence
- Gregory Ratoff jako Benny Pinkowitz
- Edward Arnold jako Big Bill Barton
- Hattie McDaniel jako manicurzystka Tiry
- Ralf Harolde jako Slick Wiley
- Gertrude Michael jako Alicia Hatton
- Russell Hopton jako Flea Madigan
- Dorothy Peterson jako Thelma
- William B. Davidson jako Ernest Brown
- Gertrude Howard jako Beulah Thorndyke
- Libby Taylor jako Libby